# Zersenay Tadese
Zersenay Tadese (ur. 8 lutego 1982 w Adi Bana) – erytrejski lekkoatleta, medalista olimpijski i mistrz świata.
Specjalizuje się w biegach długodystansowych oraz przełajowych i ulicznych.
Rozpoczął karierę międzynarodową w 2002. Zajął 8. miejsce w biegu na 5000 metrów na mistrzostwach świata w 2003 w Paryżu.
Jako pierwszy reprezentant Erytrei zdobył medal olimpijski. Podczas igrzysk olimpijskich w 2004 w Atenach zajął trzecie miejsce w biegu na 10 000 metrów za Etiopczykami Kenenisą Bekele i Sileshi Sihine. W biegu na 5000 metrów zajął 7. miejsce. Zdobył srebrny medal w biegu przełajowym na długim dystansie na mistrzostwach świata w biegach przełajowych w 2005 w Saint-Étienne. Zajął 6. miejsce w biegu na 10 000 metrów i 14. miejsce w biegu na 5000 metrów na mistrzostwach świata w 2005 w Helsinkach.
W 2005 wygrał również prestiżowy półmaraton Great North Run w Newcastle. 2 kwietnia 2006 zajął czwarte miejsce w mistrzostwach świata w biegach przełajowych w Fukuoce w biegu na długim dystansie, a w konkurencji drużynowej zdobył srebrny medal. 10 września 2006 wygrał półmaraton w Rotterdamie.
8 października 2006 został indywidualnym mistrzem świata w mistrzostwach świata w biegach ulicznych w Debreczynie, a drużynowo zdobył srebrny medal. 31 grudnia 2006 w Madrycie uzyskał wraz z Eliudem Kipchoge z Kenii najlepszy wynik w biegu ulicznym na 10 km (26:54 min.), poprawiając dotychczasowy rekord należący do Haile Gebrselassie (27:02 min.). Zwycięzcą został jednak Kipchoge. Wynik obu zawodników nie został ratyfikowany przez IAAF z powodu nadmiernego spadku trasy.
24 marca 2007 Tadese został mistrzem świata w biegu przełajowym podczas mistrzostw świata w Mombasie. Zwyciężył w biegu na 10 000 metrów na igrzyskach afrykańskich w 2007 w AlgierzeNa mistrzostwach świata w Osace w 2007 zajął 4. miejsce w tej konkurencji. 14 października 2007 w Udine obronił tytuł podczas mistrzostw świata w biegach ulicznych i ponownie został srebrnym medalistą w drużynie. Zdobył brązowy medal na mistrzostwach  świata w biegach przełajowych w 2008 w Edynburgu. Zajął 5. miejsce w biegu na 10 000 metrów na igrzyskach olimpijskich w 2008 w Pekinie. Zwyciężył na mistrzostwach świata w półmaratonie w 2008 w Rio de Janeiro. Ponownie zdobył brązowy medal na mistrzostwach  świata w biegach przełajowych w 2009 w Ammanie. 
W 2009 roku na mistrzostwach świata w Berlinie po raz kolejny stanął do walki o mistrzowski medal na dystansie 10 000 metrów. Głównym faworytem do zdobycia złota był etiopski długodystansowiec, trzykrotny mistrz olimpijski i czterokrotny mistrz świata, Kenenisa Bekele. Tadese mimo fantastycznego początku i prowadzenia przez ponad 3/4 dystansu, nie zdołał jednak swej pozycji utrzymać do końca. Na finiszu, przy ostatnim okrążeniu obrońca tytułu okazał się lepszy i to on został po raz piąty w swej karierze mistrzem świata. Zersenay Tadese wybiegał sobie na berlińskim stadionie wicemistrzostwo świata, które zdobył po raz pierwszy. Wpisał się tym samym na karty historii erytrejskiej, jak i światowej lekkoatletyki, bowiem dotąd żaden reprezentant tego afrykańskiego kraju nie zdobył srebrnego medalu na imprezie rangi mistrzowskiej. Po raz kolejny zwyciężył w mistrzostwach świata w półmaratonie w 2009 w Birmingham. 21 marca 2010 w Lizbonie Tadese ustanowił rekordy świata w biegu na 20 kilometrów i półmaratonie czasami, odpowiednio, 55:21 i 58:23. Wynik na 20 kilometrów jest aktualnym (lipiec 2021) rekordem świata. Tadese zdobył srebrny medal na mistrzostwach świata w półmaratonie w 2010 w Nanningu.
W roku 2011 Tadese biegł w finale biegu na 10 000 metrów podczas mistrzostw świata w południowokoreańskim Daegu. Mimo dobrego biegu i walki o miejsce medalowe, zakończył rywalizację na 4. miejscu. Ponowna sytuacja miała miejsce w roku 2012, podczas igrzysk olimpijskich w Londynie – Tadese dobiegł na metę jako szósty, z czasem o 3 sekundy gorszym od tryumfującego Mohameda Faraha. W tym samym roku zdobył złoty (indywidualnie) i srebrny (drużynowo) medal mistrzostw świata w półmaratonie, rozgrywanych w bułgarskiej Kawarnie. W 2015 sięgnął po złoty medal igrzysk afrykańskich w Brazzaville. Na swych czwartych igrzyskach olimpijskich w 2016 w Rio de Janeiro zajął 8. miejsce w biegu na 10 000 metrów.
Zersenay Tadese brał udział w programie Nike Breaking2, którego celem było złamanie przez istotę ludzką bariery dwóch godzin w maratonie. Bieg, w warunkach laboratoryjnych, 7 maja 2017 roku odbył się na torze F1 w Monza, we Włoszech. Erytrejczyk nie osiągnął wyniku poniżej dwóch godzin (żadnemu z trzech uczestników programu się to nie udało, choć Eliud Kipchoge ustanowił nieoficjalny rekord świata: 2:00:25) – jego wynik wyniósł 2:06:51, więc nieoficjalny rekord życiowy sportowca. Jak podaje Runner's World, Tadese nie był w stanie utrzymać docelowego tempa więcej niż 20 km.
Jego młodszy brat Kidane Tadesse również był długodystansowcem, uczestnikiem igrzysk olimpijskich w 2008.

## Rekordy życiowe
- bieg na 3000 metrów – 7:39,93 (2005) były rekord Erytrei
- bieg na 5000 metrów – 12:59,27 (2006) rekord Erytrei
- bieg na 10 000 metrów – 26:37,25 (2006) rekord Erytrei, 10. wynik w historii światowej lekkoatletyki (lipiec 2021)[13]
- bieg na 10 kilometrów – 27:24 (2007) rekord Erytrei
- bieg na 20 kilometrów – 55:21 (2010) rekord świata
- półmaraton – 58:23 (2010) były rekord świata, 7. wynik w historii światowej lekkoatletyki (lipiec 2021)[14]